# Týn nad Bečvou
Týn nad Bečvou é uma comuna checa localizada na região de Olomouc, distrito de Přerov.